# The Chosen Few (Boot Camp Clik)
The Chosen Few è il secondo album del gruppo hip hop statunitense Boot Camp Clik, pubblicato nel 2002.
| Recensione | Giudizio |
| ---------- | -------- |
| AllMusic   | [ 1 ]    |
| HipHopDX   | [ 2 ]    |
| RapReviews | [ 3 ]    |

## Tracce
| #  | Title                            | Producer(s)                    | Notes                         |
| -- | -------------------------------- | ------------------------------ | ----------------------------- |
| 1  | "Intro: YO Boot Camp!"           | Dan the Man, Dru Ha            | *Interlude*                   |
| 2  | "And So"                         | Curt Cazal                     |                               |
| 3  | "Let's Get Down 2 Bizness"       | The Alchemist                  |                               |
| 4  | "Let's Roll"                     | Baby Paul                      |                               |
| 5  | "Welcome To Bucktown USA"        | Coptic                         | Featuring Scratch and Supreme |
| 6  | "That's Tough (Little Bit)"      | Bink                           |                               |
| 7  | "Yeah What Eva [Skit]"           |                                | *Interlude*                   |
| 8  | "Had It Up 2 Here"               | Da Beatminerz                  | Featuring Illa Noyz           |
| 9  | "Whoop His Ass"                  | Producers Coalition of America | Featuring Rufus Blaq          |
| 10 | "Daddy Wanna"                    | Da Beatminerz                  |                               |
| 11 | "Ice Skate"                      | Hi-Tek                         | Featuring Danielle Henry      |
| 12 | "Just Us"                        | Ty Deals                       |                               |
| 13 | "Think Back"                     | Da Beatminerz                  | Featuring Jahdan              |
| 14 | "The Chosen Few [Live For This]" | Coptic                         |                               |
| 15 | "Outro: Words From Tek"          | Coptic                         |                               |

## Classifiche
| Classifica (2002)         | Posizione massima |
| ------------------------- | ----------------- |
| US Independent Albums     | 17                |
| US Top R&B/Hip-Hop Albums | 34                |